# Valentine River
Valentine River är ett vattendrag i Kanada.   Det ligger i provinsen Ontario, i den sydöstra delen av landet, 800 km nordväst om huvudstaden Ottawa. Valentine River ligger vid sjön Wolverine Lake.
I omgivningarna runt Valentine River växer i huvudsak blandskog. Runt Valentine River är det glesbefolkat, med 16 invånare per kvadratkilometer.